# ناسازبینی
ناهنجاری شکست نور در چشم که به تار شدن تصویر تشکیل‌شده بر روی شبکیه منجر می‌شود ناسازبینی (ametropia) نامیده می‌شود.
ناهنجاری شکستی چشم که به دلیل اشکال در دستگاه اپتیکی چشم روی می‌دهد باعث می‌شود که تصاویر به وضوح روی شبکیه متمرکز نمی‌شوند و در نتیجه دید فرد واضح نخواهد بود.
عدسی و قرنیه چشم وظیفه دارند با ایجاد کوژی (تحدب) مناسب پرتوهای امواج نوری رسیده از اجسام بیرونی را شکسته و بر روی شبکیه (به ویژه ماکولا) متمرکز کنند (بیندازند). به عبارت دیگر نقطه کانونی عدسی باید روی شبکیه باشد و تصویر آنجا تشکیل شود. حال اگر به هر دلیلی اینکار انجام نشود ناهنجاری شکستی چشم رخ می‌دهد. معروف‌ترین ناهنجاری شکستی چشم نزدیک‌بینی، دوربینی، آستیگماتیسم و پیرچشمی هستند. ناسازبینی موجب تارشدن دید ما می‌شوند.
شکل قرنیه، قدرت عدسی چشم و اندازه چشم عواملی هستند که مسئول واضح بودن تصاویر اشیا بر روی شبکیه می‌باشند. برای این که فردی بدون عینک بتواند بینایی کاملی داشته باشد، لازم است تمامی این اجزا در تناسب با یکدیگر باشند.
ناهنجاری شکست نور با واحدی بنام دیوپتر اندازه‌گیری می‌شود. دیوپتر نشان‌دهنده میزان نمره عینک بیمار است. هرچه میزان دوربینی یا نزدیک‌بینی بیشتر باشد، نسخه عینک نمره بالاتری دارد. درمان ناسازبینی اغلب با عینک طبی، لنز تماسی یا جراحی می‌باشد.